# Duffyia
Duffyia is een kevergeslacht uit de familie van de boktorren (Cerambycidae). De wetenschappelijke naam van het geslacht werd voor het eerst geldig gepubliceerd in 1971 door Quentin & Villiers.

## Soorten
Duffyia is monotypisch en omvat slechts de volgende soort:
- Duffyia basilewskyi (Duffy, 1955)